# Zręczyce
Zręczyce – wieś w Polsce położona w województwie małopolskim, w powiecie wielickim, w gminie Gdów. W latach 1975–1998 miejscowość administracyjnie należała do województwa krakowskiego.
7 września 1939 oddział Wehrmachtu zamordował po wkroczeniu do wsi 7 osób, w tym jednego żołnierza polskiego.

## Części wsi
| SIMC    | Nazwa           | Rodzaj     |
| ------- | --------------- | ---------- |
| 0319026 | Dobrzyców       | przysiółek |
| 0318989 | Łęki            | część wsi  |
| 0318995 | Skałka          | część wsi  |
| 0318564 | Wólka Zręczycka | przysiółek |
| 0319003 | Zajedle         | część wsi  |
| 0319010 | Zaprzykopie     | część wsi  |

## Zabytki
Obiekt wpisany do rejestru zabytków nieruchomych województwa małopolskiego.
- Zespół dworski: dwór, ogród, kapliczka. leży na małopolskim szlaku architektury drewnianej.

Inne
- dom i kapliczka z 1935 roku;
- kopiec i pomnik Ku Chwale Poległych 1939 – zbudowany po II wojnie światowej ku chwale poległych. Stoi on na kopcu, który w XVIII wieku kazała usypać chłopom pani tutejszego dworu. Miał być tak wysoki, aby mogła z niego zobaczyć Kraków;
- figurka Maryjna – powstała w XVIII wieku;
- figurka – powstała w XIX wieku na pamiątkę ludzi, którzy zmarli na hiszpankę. W jej miejscu znajdował się cmentarz, na którym byli oni chowani.